# Rigsret (USA)
- Senatet under rigsretssagen mod Clinton
- Højesteretspræsident Roberts bliver svoret ind ifm. med rigsretssagen mod Trump i 2020
- USA's forfatning, som beskriver rigsretsprocessen
- Senatet under rigsretssagen mod Johnson i 1868

En rigsret i USA er en procedure, hvor Repræsentanternes Hus bringer anklager mod enten præsidenten, vicepræsidenten eller en anden føderal embedsmand for forseelse, der påstås at være begået. Kongressens andet kammer, Senatet, får efterfølgende overleveret anklagen fra Repræsentanternes Hus, hvorefter sagen bliver prøvet i Senatet, som afslutningsvis kender den anklagede enten skyldig eller uskyldig. Kendes en person skyldig fjernes denne automatisk fra sin post. En efterfølgende separat afstemning i Senatet afgøre, om hvorvidt den idømte person skal bandlyses for at besidde og opstille til fremtidige poster under den føderale regering.
En rigsret kan også pågå på delstatsligt niveau, hvis delstaten har bestemmelser herom i dens forfatning. Alle amerikanske delstater med undtagelse af Oregon kan i henhold til deres forfatninger (primo 2021) igangsatte en rigsret mod delstatslige embedsmænd, herunder guvernører.

## Føderal rigsret

### Forfatningsmæssige bestemmelser
USA's forfatning benævner direkte rigsretssager og/eller beskriver rigsretsprocessen i seks forskellige sektioner. 
Artikel I, Sektion 2, Afsnit 5 af USA's forfatning lyder:
Repræsentanthuset skat vælge sin formand og øvrige embedsmænd og skal alene have myndighed til at rejse rigsretsanklage.
Artikel I, Sektion 3, Afsnit 6 og 7 af USA's forfatning lyder:
Senatet skal alene besidde myndighed til at behandle alle rigsretsanklager. Når det samles med dette formål for øje skal senatorerne være under ed eller have aflagt erklæring på tro og love. Når en sag føres mod De forenede Staters præsident, skal det ske under forsæde af højesterets formand. Ingen person skal erklæres for skyldig uden samtykke fra to tredjedele af de tilstedeværende medlemmer.
Dommen i en rigsretssag må ikke strække sig videre end til, at vedkommende fjernes fra sit embede og erklæres uegnet til at beklæde og nyde nogen ærespost, noget tillidshverv eller lønnet embede i De forenede Stater. Men den dømte skal kunne drages til ansvar ved tiltale, retssag, domfældelse og straf efter loven.
Artikel II, Sektion 2 af USA's forfatning lyder:
[[Præsidenten]] (...) skal have myndighed til at udsætte straffuldbyrdelsen eller give benådning for forbrydelser mod De forenede Stater, undtagen i rigsretssager.
Artikel II, Sektion 4 af USA's forfatning lyder:
Præsidenten, vicepræsidenten og alle De forenede Staters embedsmand skal fjernes fra deres embeder, hvis der rejses rigsretsanklage for og de dømmes skyldige i forræderi, bestikkelse eller andre alvorlige forbrydelser og forseelser
Artikel III, Sektion 3 af USA's forfatning lyder:
Den retslige behandling af alle forbrydelser, undtagen rigsretssager, skal ske ved nævninge, (...)

### Berettiget forseelser og lovovertrædelser
USA's forfatning (Artikel II, Sektion 4) siger, at en præsident, vicepræsident eller andre embedsmænd kan fjernes, hvis denne kendes skyldig i "forræderi, bestikkelse eller andre alvorlige forbrydelser og forseelser" (på engelsk: "Treason, Bribery, or other high Crimes and Misdemeanors"). Både "forræderi" og "bestikkelse" er kriminelle lovovertrædelse jf. USA's føderale straffelov, mens det hverken er nærmere defineret i forfatningen eller i anden føderal lovgivning, hvad der forstås med "andre alvorlige forbrydelser og forseelse". Denne uklarhed har givet anledning til forskellige subjektive forståelser og meninger, hvad angår hvilke forbrydelser og forseelser, som berettiger en rigsretssag. 
I forbindelse med Forfatningskonventet i 1787 blev det oprindeligt forslået, at en præsident, en vicepræsident og en embedsmand skulle kunne bringes for en rigsretssag i tilfælde af "misbrug og pligtforsømmelse" (på engelsk: "malpractice or neglect of duty"). Denne brede term blev dog afvist, hvorefter det blev foreslået, at man skulle kunne bringe embedsmænd for en rigsretssag i tilfælde af "forræderi og bestikkelse" (på engelsk: "Treason and Bribery"). Der blev dog også gjort indvendinger mod denne formulering, da omfanget og konsekvenser af denne ordlyd blev anset for at være for begrænsende. Således blev der argumenteret for, at en embedsmand kunne udføre handlinger, som burde være berettiget en rigsretssag, men som ikke var forræderi eller bestikkelse. Det blev derved forslået at tilføje "misforvaltning" (på engelsk: "maladministration"), som en berettigede grund til at rejse en rigsretssag. James Madison protesterede dog mod anvendelsen af dette ord, da han mente, at formulering i så fald ville blive for vagt. Han frygtede, at det ville afstedkomme, at Senatet i så fald blot ville afsætte præsidenten, når det var belejligt for dem – herved ville man de facto indføre parlamentarisme. Madison forslog efterfølgende i stedet at tilføje termen "andre alvorlige forbrydelser og forseelser" til rigsretsbestemmelser, hvilket også England havde haft i sine rigsretsbestemmelser siden 1450. Denne term blev efterfølgende godkendt af konventet.